# Giebichensteinbrücke
Die Giebichensteinbrücke (auch Kröllwitzer Brücke oder Kröllwitzbrücke bzw. historisch Cröllwitzer Brücke) verbindet am Saaledurchbruch im Stadtgebiet von Halle (Saale) die Orte Giebichenstein und Kröllwitz über die Saale. Eine erste einfache hölzerne Brücke entstand schon im 14. Jahrhundert. Das jetzige Bauwerk wurde ab 1926 errichtet und 1928 fertiggestellt und steht unter Denkmalschutz.

## Lage
Die Brücke befindet sich im Norden der Stadt im Bereich des Durchbruchs der Saale durch den Festgesteinsriegel unterhalb der Burg Giebichenstein. Sie verbindet den westlich der Saale gelegenen Stadtteil Kröllwitz mit dem Stadtteil Giebichenstein am Ostufer.

## Geschichte

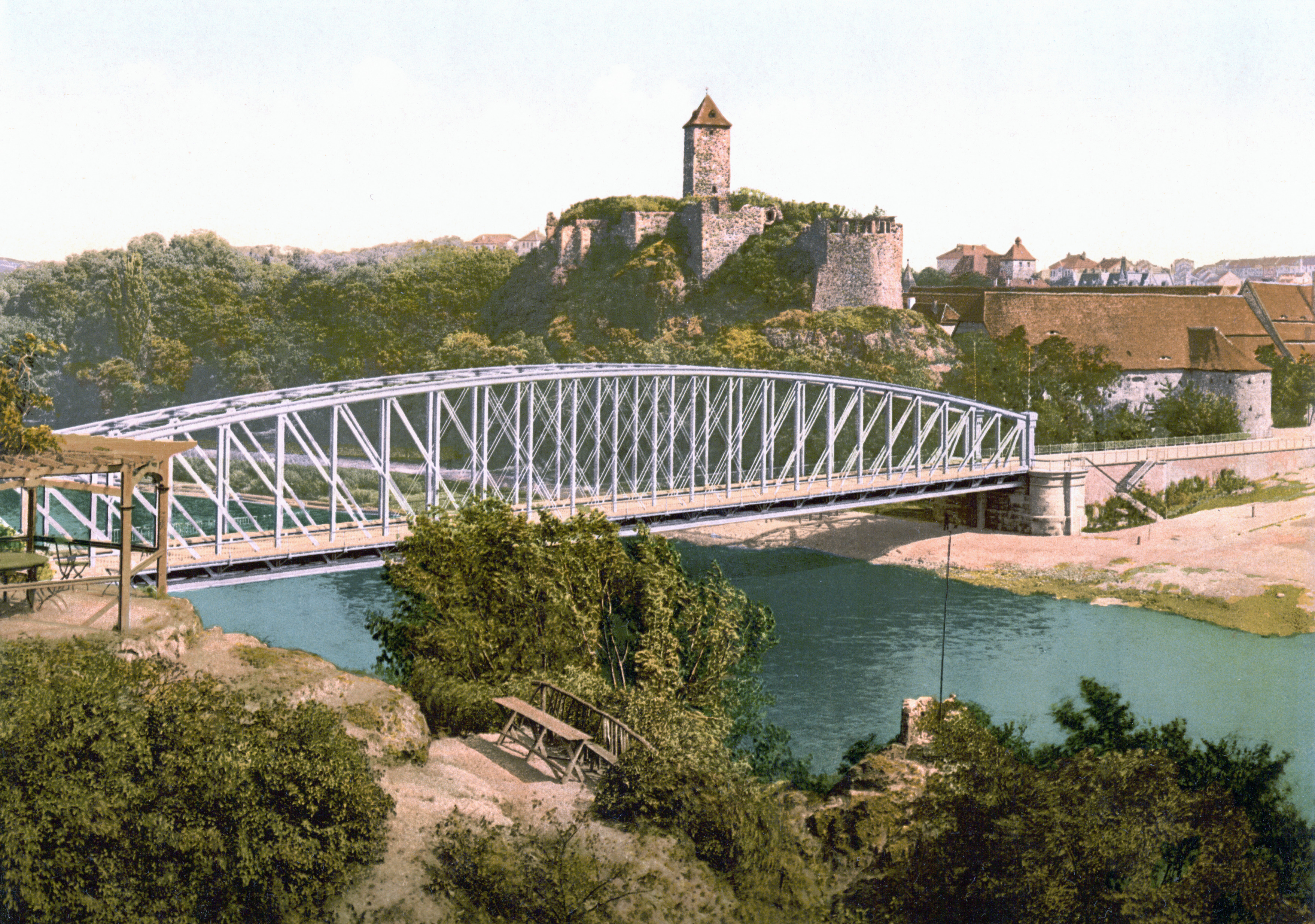
Giebichenstein um 1900 mit der Brücke von 1892 im Vordergrund

Zwar ist der Bau einer Holzbrücke über die Saale an diesem Ort schon für das Jahr 1363 belegbar, dennoch erfolgte der Übergang zwischen Giebichensteiner und Kröllwitzer Ufer bis 1870 mit Hilfe von Fähren, danach bis 1882 über eine Ponton-Brücke und ab 1892 über eine Stahl-Fachwerkbrücke. Die heutige Giebichensteinbrücke wurde bereits 1915 geplant. Die Pläne wurden während des Ersten Weltkriegs zunächst nicht weiterverfolgt. Erst am 28. April 1926 wurde ein Neubau beschlossen. Am 24. August 1926 wurden zwei Unternehmen als Gemeinschaftsunternehmung mit dem Bau als Ersatz für die Stahlbrücke von 1892 beauftragt. Die Planungen für einen Neubau wurden ursprünglich aufgrund der hohen Unterhaltungskosten der alten Brücke, aber auch deshalb aufgenommen, weil die ältere Brücke das Landschaftsbild erheblich störte, das hier durch die Verbindung von Burg, Fluss und Felsenlandschaft zu den malerischsten Halles gehört. Der Bau geschah in zwei Etappen, um den Verkehr aufrechtzuerhalten. Dazu ließ die Stadt eine eiserne Hilfsbrücke von 104 m Spannweite errichten. Der Bau der 1928 fertiggestellten Brücke kostete insgesamt etwa 1,3 Mio. Reichsmark.

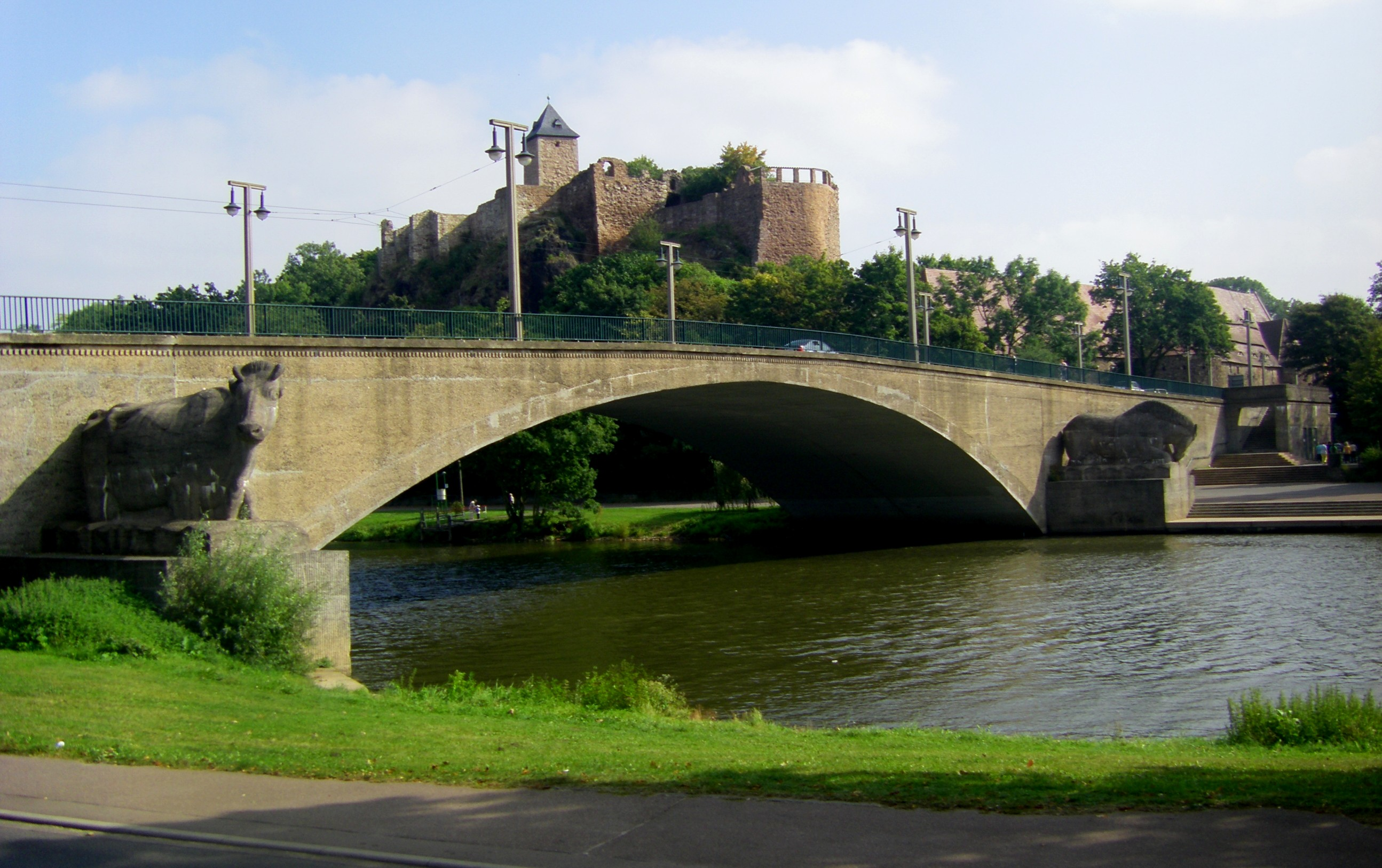
Kuh und Pferd von G. Marcks

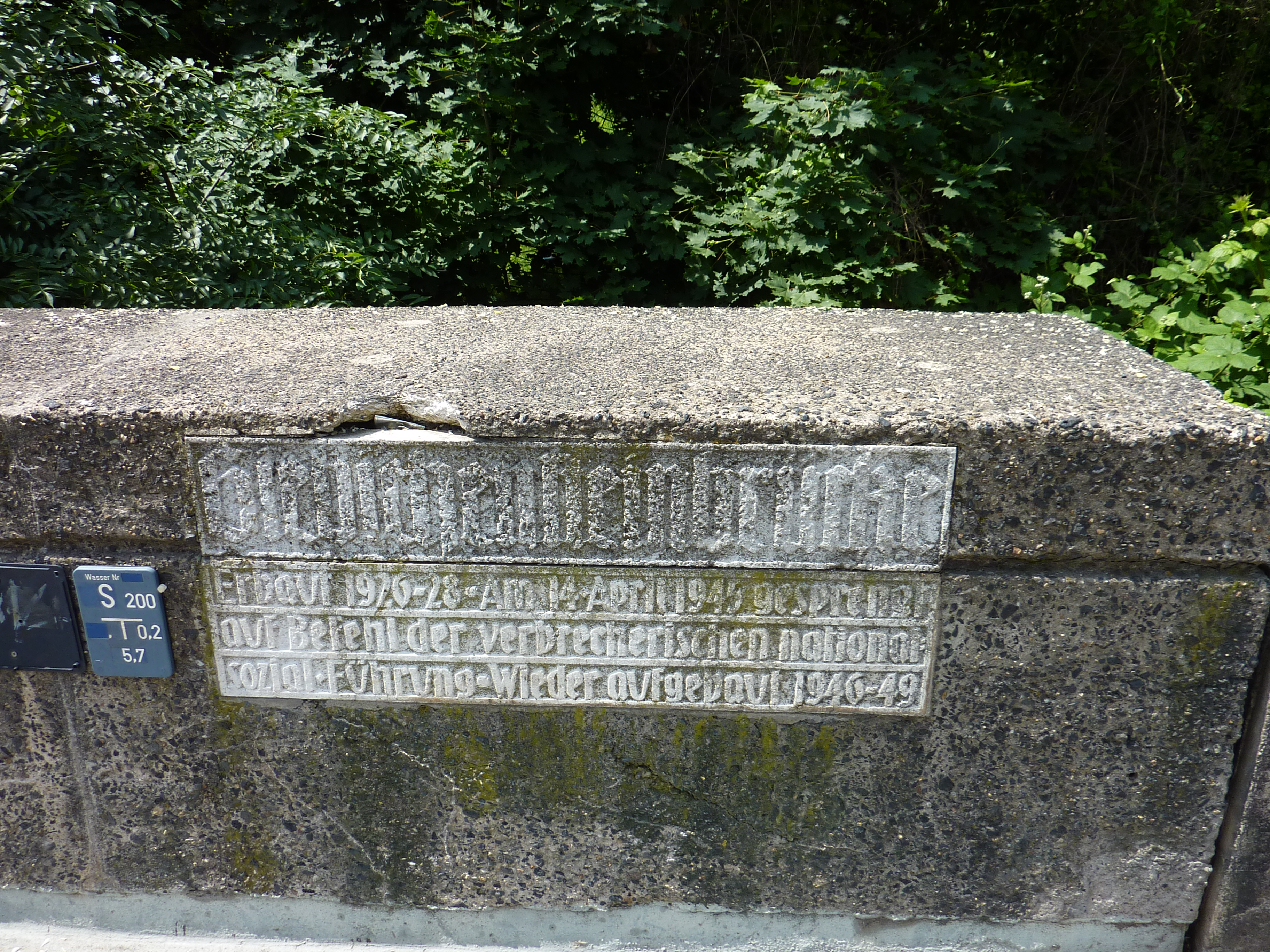
Tafel am Ostufer

Am 14. April 1945 sprengten Angehörige der Wehrmacht während der letzten Tage des Zweiten Weltkriegs den Hauptbogen, was den Vormarsch der alliierten Truppen aufhalten sollte. Der Bogen wurde 1949 in der alten Form wieder aufgebaut. In den Jahren von 1993 bis 1995 erfolgte die letzte Renovierung der gesamten Brücke sowie im Jahr 2015 eine Teilsanierung.

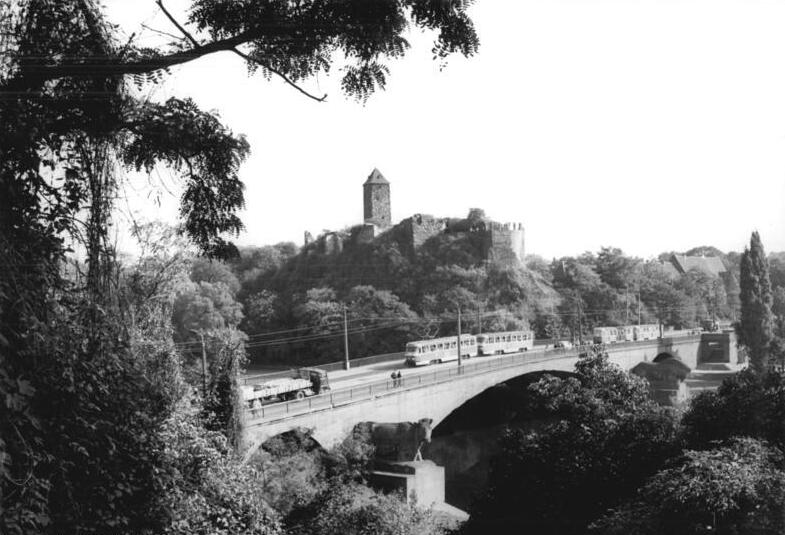
Giebichensteinbrücke in Halle (Saale), 1983

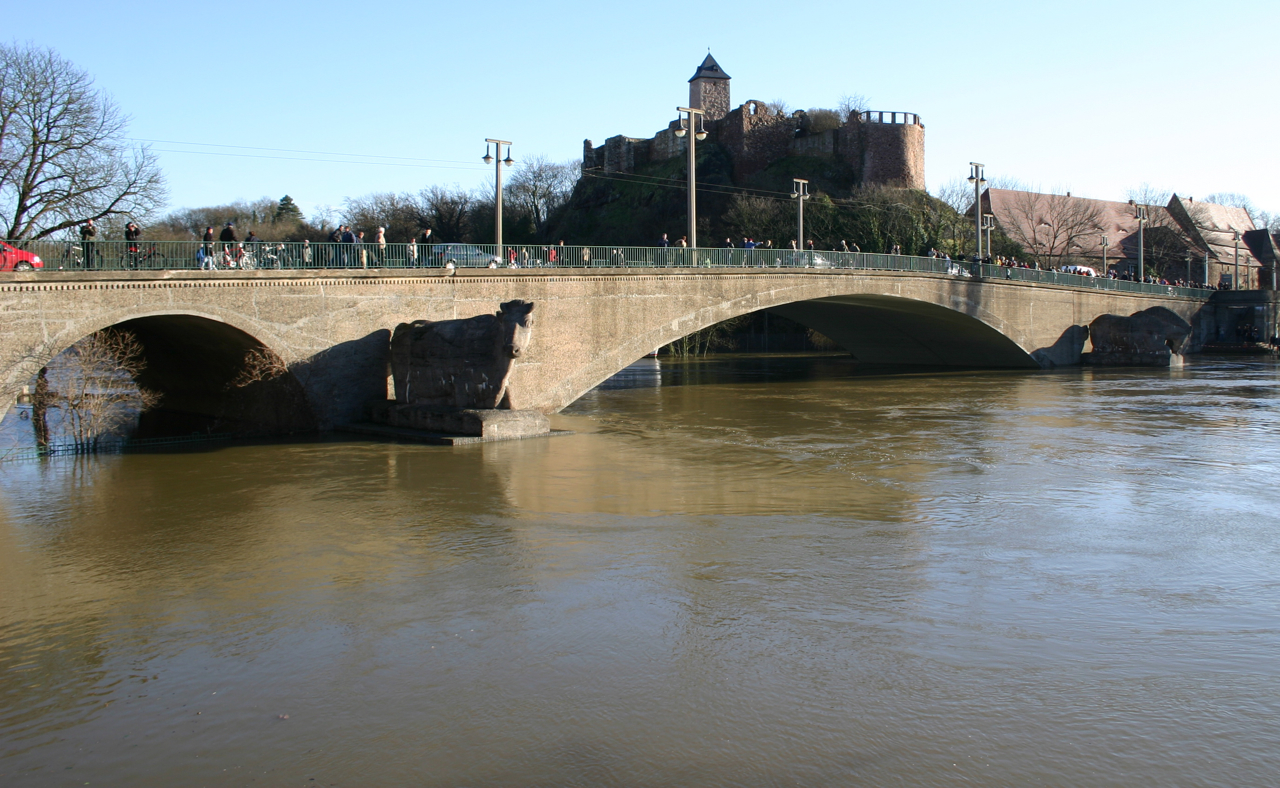
Hochwasser an der Brücke 2011

## Bauwerksbezeichnung
Die Bezeichnung der Brücke als Cröllwitzer Brücke ist insbesondere für den Vorgängerbau, die Stahl-Fachwerkbrücke des 19. Jahrhunderts, belegt. Sie wurde bspw. auf Ansichtskarten und Stadtplänen sowie in Druckerzeugnissen aus dem Jahr 1892 verwendet.
An der 1928 fertiggestellten Brücke wurden an beiden Ufern Tafeln mit der Bezeichnung Giebichensteinbrücke angebracht. Dennoch hielt sich auch die Bezeichnung Kröllwitzer Brücke in der ehemaligen DDR und bis heute bei einem Teil der halleschen und insbesondere in Teilen der Kröllwitzer Bevölkerung, aber auch in offiziellen Veröffentlichungen der Stadt sowie in Projekten des Landesverwaltungsamts Sachsen-Anhalt. Auch in amtlicher und wissenschaftlicher Literatur wird neben der Bezeichnung Giebichensteinbrücke ebenfalls Kröllwitzer Brücke sowie Kröllwitzbrücke verwendet. Im Denkmalverzeichnis von Sachsen-Anhalt ist die Brücke als Baudenkmal mit der Bezeichnung Giebichensteinbrücke unter der Nummer 094 96796 erfasst. Im selben Dokument findet sich als Lagebeschreibung aber auch die Bezeichnung Kröllwitzer Brücke (094 66104). Das Denkmalinformationssystem des Landes Sachsen-Anhalt, das zentrale Fachinformationssystem für die Denkmalpflege, verwendet als Bauwerkbezeichnung den Begriff Giebichensteinbrücke und als Lage dieser Brücke die Kröllwitzer Brücke.

## Bauwerk
Die Giebichensteinbrücke ist eine Stahlbetonmassivbrücke, deren wuchtige Ästhetik des Betons durch moderne, sachliche sowie klassizistische Elemente aufgelockert wird. Sie besteht aus vier unterschiedlich breiten Segmentbögen. Der Hauptbogen, der das Flussbett bei normalem Pegelstand der Saale allein überspannt, hat eine Spannweite von 60,8 Metern. Die Brücke ist insgesamt 261 Meter lang, die Fahrbahn 16,5 Meter breit und 11 Meter hoch. Typologisch handelt es sich um eine Bogenbrücke. Entworfen wurde die Brücke von Clemens Vaccano und Adolf Heilmann aus dem städtischen Bauamt unter künstlerischer Mitwirkung von Paul Thiersch, der zur damaligen Zeit an der nahegelegenen Burg Giebichenstein Kunsthochschule Halle arbeitete. Der Mittelbogen ruht auf Eisenbeton-Senkkästen. Die Betonsichtflächen der Brücke sind mit Gussbeton verkleidet, dem Mansfelder Kupferschlacke beigemischt wurde, die beiden Tierskulpturen wurden ebenfalls aus Beton gefertigt, dem neben Kupferschlacke zusätzlich Porphyr beigemischt wurde.

### Tierskulpturen
Hauptmerkmal der Brücke sind die jeweils rechts und links des Hauptbogens stehenden monumentalen Tierskulpturen auf massiven Sockeln, die die Funktion von Eisbrechern zum Schutz des Hauptsegmentbogens einnehmen und die von Gerhard Marcks stammen, der seit 1925 Professor an der nahen Kunsthochschule Burg Giebichenstein war. Auf dem östlichen Giebichensteiner Ufer handelt es sich um ein Pferd, auf dem westlichen Kröllwitzer Ufer um eine Kuh. Sie symbolisieren die Verbindung des ländlichen Kröllwitz mit einer ruhenden Kuh und mit dem kraftvollen und lebendigen Pferd das städtische Leben in Giebichenstein, das bei Errichtung der Brücke schon zur Stadt Halle (Saale) gehörte. Zunächst plante Marcks die Errichtung zwei elf Meter hoher Steinfiguren auf den Sockeln. Auf Kröllwitzer Seite sollte der römische Heerführer Drusus, auf der Seite Giebichensteins die germanische Seherin Albruna stehen. Diese Pläne lehnte die Stadt Halle ab und Marcks lieferte 1926 Entwürfe mit einer Kuh und einem Pferd, denen jeweils ein sie führender Mensch zur Seite gestellt wurde. Letztendlich wurden nur die beiden Tiere als Skulptur errichtet. Das Vorbild für das Pferd ist laut der Sammlung im Museum für Haustierkunde Julius Kühn der Martin-Luther-Universität Halle-Wittenberg ein belgischer Braunschimmel-Hengst vom Königlichen Landgestüt Kreuzvorwerk namens Beau Fils de Nasst, der von 1923 bis 1940 gelebt und die deutsche Kaltblutzucht geprägt hat. Für die Kuh, die im ursprünglichen Entwurf liegen sollte, dann aber doch stehend ausgeführt wurde, ist kein Vorbild überliefert.

### Hochwassermarken
An eine Reihe von Hochwasserereignissen wird im Brückenbogen an der Talstraße erinnert. Für jedes Ereignis wurde eine kleine Gedenkplatte auf der Höhe des Wasserstandes integriert. Die frühesten vermerkten Ereignisse stammen aus der Zeit vor der Errichtung der Brücke. Die älteste Marke zeigt die Höhe des Wasserspiegels vom 25. Februar 1799.

## Verkehrsbedeutung
Für den Straßenverkehr ist die Giebichensteinbrücke von großer Bedeutung, da sie neben der Magistralen-Brücke im Zentrum der Stadt einer von nur zwei leistungsfähigen und durchgängigen Saaleübergängen ist. Daneben trägt die Brücke zwei Gleise für Straßenbahnen.